# Граф Гилфорд

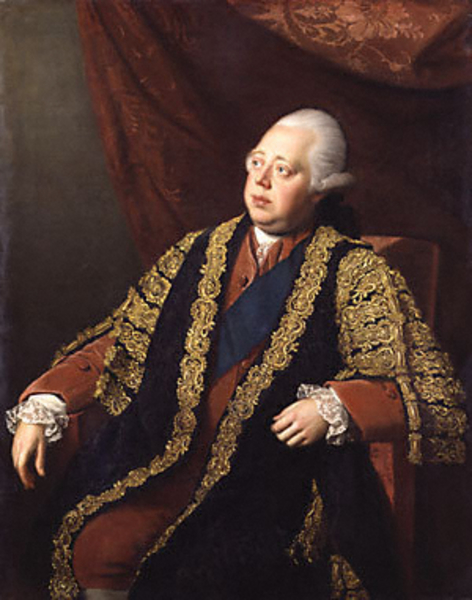
Фредерик Норт, 2-й граф Гилфорд

Граф Гилфорд (англ. Earl of Guilford) — наследственный титул в системе Пэрства Великобритании, созданный трижды в британской истории.

## История
Впервые титул был создан в 1660 году для Элизабет Бойл (ум. 1667) в качестве Пэрства Англии. Она была дочерью Уильяма Филдинга, 1-го графа Денби (1587—1643) и вдовой Льюиса Бойля, 1-го виконта Бойля из Кинэлмики (1619—1642). В 1667 году после смерти Элизабет Бойл, графини Гилфорд, титул прервался.
В 1674 году титул графа Гилфорда (Пэрство Англии) был вторично воссоздан для Джона Мейтленда, 1-го герцога Лодердейла (1616—1682). После смерти последнего, не имевшего мужского потомства, титулы пресеклись.
В 1752 году титул графа Гилфорда был в третий раз воссоздан для Фрэнсиса Норта, 3-го барона Гилфорда (1704—1790). Семья Нортов происходит от крупного юриста и политика достопочтенного сэра Фрэнсиса Норта (1637—1685), второго сына Дадли Норта, 4-го барона Норта (1602—1677). Он был главным судьей общей юрисдикции (1675—1682) и лордом-хранителем большой печати (1682—1685). В 1683 году для него был создан титул барона Гилфорда из Гилфорда (графство Суррей) в качестве Пэрства Англии. Его преемником стал в 1685 году его сын, Фрэнсис Норт, 2-й барон Гилфорд (1673—1729). Он занимал посты председателя торгового совета (1713—1714) и лорда-лейтенанта графства Эссекс (1703—1705). Его сын, Фрэнсис Норт, 3-й барон Гилфорд, представлял в Палате общин Банбери (1727—1729). В 1734 году после смерти своего двоюродного брата, Уильяма Норта, 6-го барона Норта (1678—1734), Фрэнсис Норт унаследовал титул 7-го барона Норта. В 1752 году для него был создан титул графа Гилфорда (пэрство Великобритании).
Ему наследовал в 1790 году его сын от первого брака, Фредерик Норт, 2-й граф Гилфорд (1732—1792). В 1752—1790 годах — он был известен как «лорд Норт», один из самых влиятельных государственных деятелей второй половины XVIII века. Он представлял Банбери в Палате общин (1754—1790), занимал посты канцлера казначейства (1767—1782), лидера Палаты общин (1767—1782, 1783), премьер-министра Великобритании (1770—1782), министра внутренних дел (1783), лорда-лейтенанта графства Сомерсет (1774—1792) и лорда-хранителя пяти портов (1778—1792). Его преемником стал его старший сын, Джордж Норт, 3-й граф Гилфорд (1757—1802). Он представлял несколько округов в Палате общин Великобритании: Харвич (1778—1784), Вутон Бассетт (1784—1790), Питерсфилд (1790) и Банбери (1790—1792). Лорд Гилфорд не имел сыновей, и после его смерти на баронский титул стали претендовать его дочери, а титул графа Гилфорда унаследовал его младший брат, Фрэнсис Норт, 4-й граф Гилфорд (1761—1817). Он умер бездетным, графский титул получил его младший брат, Фредерик Норт, 5-й граф Гилфорд (1766—1827). Он был депутатом Палаты общин от Банбери (1792—1794) и занимал пост губернатора Цейлона (1798—1805). Он также скончался бездетным, и после его смерти графский титул унаследовал его двоюродный брат, Фрэнсис Норт, 6-й граф Гилфорд (1772—1861). Он был священнослужителем. Его преемником был его внук, Дадли Фрэнсис Норт, 7-й граф Гилфорд (1851—1885). Его сын и преемник, Фредерик Джордж Норт, 8-й граф Гилфорд (1876—1949), носил чин подполковника королевских йоменов Восточного Кента. Ему наследовал его внук, Эдвард Фрэнсис Норт, 9-й граф Гилфорд (1933—1999).
По состоянию на 2024 год, обладателем графского титула являлся его единственный сын, Пирс Эдвард Бранлоу Норт, 10-й граф Гилфорд (род. 1971), наследовавший отцу в 1999 году.
Титул учтивости старшего сына и наследника графа — «Лорд Норт».

## Другие представители семьи Норт
- Фредерик Дадли Норт (1866—1921), правнук преподобного Чарльза Огастеса Норта, младшего брата 6-го графа Гилфорда, видный чиновник и спортсмен, секретарь сэра Джона Форреста, первого премьер-министра Западной Австралии, мэр Коттесло (1906—1907, 1911—1916);
- Его сын Чарльз Фредерик Норт (1887—1979), спикер законодательной ассамблеи Западной Австралии (1947—1953);
- Джонатан Норт (род. 1931), сын достопочтенного Джона Монтегю Уильяма Норта (1905—1987), второго сына 8-го графа Гилфорда, 2-й баронет из Саутвелла с 1947 года.

Родовая резиденция — Уолдершэр-хаус в окрестностях Дувра в графстве Кент.

## Графы Гилфорд, первая креация (1660)
- 1660—1667: Элизабет Бойл, графиня Гилфорд (ум. 3 сентября 1667), дочь Уильяма Филдинга, 1-го графа Денби (1587—1643), супруга Льюиса Бойла, 1-го виконта Бойла (1619—1642).

## Графы Гилфорд, вторая креация (1674)
- 1674—1682: Джон Мейтленд, 1-й герцог Лодердейл, 2-й граф Лодердейл и 1-й граф Гилфорд (24 мая 1616 — 24 августа 1682), сын Джона Мейтленда, 1-го графа Лодердейла (ум. 1645).

## Бароны Гилфорд (1683)
- 1683—1685: Фрэнсис Норт, 1-й барон Гилфорд (22 октября 1637 — 5 сентября 1685), второй сын Дадли Норта, 4-го лорда Норта (1602—1677);
- 1685—1729: Фрэнсис Норт, 2-й барон Гилфорд (14 декабря 1673 — 17 октября 1729), единственный сын предыдущего;
- 1729—1790: Фрэнсис Норт, 3-й барон Гилфорд (13 апреля 1704 — 4 августа 1790), сын предыдущего, граф Гилфорд с 1752 года.

## Графы Гилфорд, третья креация (1752)
- 1752—1790: Фрэнсис Норт, 1-й граф Гилфорд (13 апреля 1704 — 4 августа 1790), сын 2-го барона Гилфорда;
- 1790—1792: Фредерик Норт, 2-й граф Гилфорд (12 апреля 1732 — 5 августа 1792), единственный сын предыдущего от первого брака;
- 1792—1802: Джордж Огастес Норт, 3-й граф Гилфорд (11 сентября 1757 — 20 апреля 1802), старший сын предыдущего;
- 1802—1817: Фрэнсис Норт, 4-й граф Гилфорд (25 декабря 1761 — 11 января 1817), второй сын 2-го графа Гилфорда;
- 1817—1827: Фредерик Норт, 5-й граф Гилфорд (7 февраля 1766 — 14 октября 1827), младший сын 2-го графа Гилфорда;
- 1827—1861: Фрэнсис Норт, 6-й граф Гилфорд (17 декабря 1772 — 29 января 1861), старший сын преподобного Бранлоу Норта (1741—1820) и внук 1-го графа Гилфорда;
  - Дадли Норт, Лорд Норт (7 августа 1829 — 28 января 1860), старший сын предыдущего;
- 1861—1885: Дадли Фрэнсис Норт, 7-й граф Гилфорд (14 июля 1851 — 19 декабря 1885), старший сын предыдущего и внук 6-го графа Гилфорда;
  - Дадли Фрэнсис Норт, Лорд Норт (3 мая 1875 — 4 мая 1875), старший сын предыдущего;
- 1885—1949: Фредерик Джордж Норт, 8-й граф Гилфорд (19 ноября 1876 — 9 ноября 1949), младший сын 7-го графа Гилфорда;
  - Фрэнсис Джордж Норт, Лорд Норт (15 июня 1902 — 25 августа 1940), старший сын предыдущего;
- 1949—1999: Эдвард Фрэнсис Норт, 9-й граф Гилфорд (22 сентября 1933 — 26 марта 1999), единственный сын предыдущего;
- 1999 — настоящее время: Пирс Эдвард Браунлоу Норт, 10-й граф Гилфорд (род. 9 марта 1971), единственный сын предыдущего;
  - Наследник: Фредерик Норт, Лорд Норт (род. 24 июня 2002), единственный сын предыдущего.